# Слайго (город)

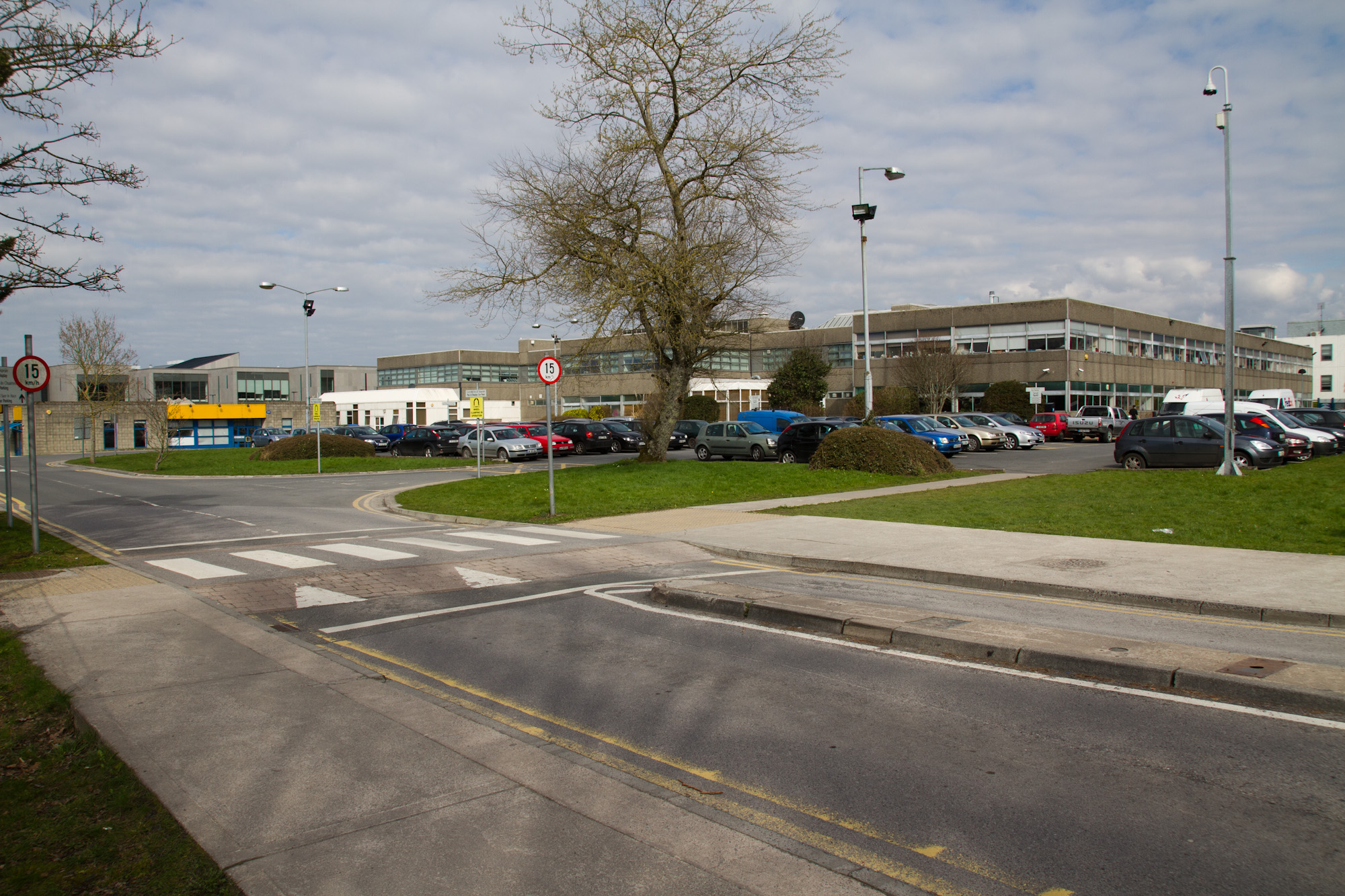
Старый вход в Технологический институт Слайго

Сла́йго (англ. Sligo, ирл. Sligeach (Шлигях)) — город на северо-западе Ирландии, столица одноименного графства Слайго; имеет статус боро, и является вторым по величине городом провинции Коннахт, уступая только Голуэю. В Слайго находятся Технологический институт Слайго и Колледж св. Анджелы.

## История

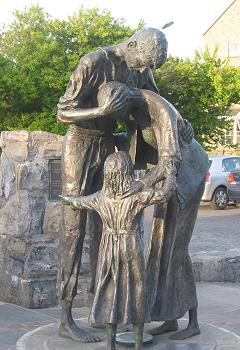
Мемориал в память о голоде в Слайго на набережной

Великий голод между 1847 и 1851 годами заставил более 30 000 человек эмигрировать через порт Слайго. На набережной, с видом на реку Гаравог, находится памятник эмигрантам из литой бронзы. Это одна из скульптур комплекса, построенного в память о голоде.

## Спорт
В Слайго базируется футбольная команда «Слайго Роверс», выступающая в Премьер-дивизионе. Клуб трижды выигрывал чемпионат Ирландии, последний раз в 2012 году. Матчи команды проходят на стадионе «Шоуграундс», вмещающем 5500 зрителей. Клуб неоднократно участвовал в матчах еврокубков, начиная с 1970-х годов.
На стадионе Маркевич Парк проходят матчи по гэльскому футболу и хёрлингу с участием клубов графства и сборной графства в рамках Всеирландских чемпионатов, чемпионатов Коннахта и Национальных лиг.

## СМИ
В Слайго издаются три местные газеты — The Sligo Weekender (выходит каждый четверг), The Sligo Champion и The Sligo Post (обе выходят по средам). Кроме того, Слайго входит в зону вещания радиостанции Ocean FM.

## Демография
Население — 19 402 человека (по переписи 2006 года). В 2002 году население составляло 19 735 человек. При этом, население внутри городской черты (legal area) составило 17 892, население пригородов (environs) — 1510.
Данные переписи 2006 года:
| Общие демографические показатели |               |                               |                               |      |       |
| Всё население                    | Всё население | Изменения населения 2002—2006 | Изменения населения 2002—2006 | 2006 | 2006  |
| 2002                             | 2006          | чел.                          | %                             | муж. | жен.  |
| 19 735                           | 19 402        | −333                          | −1,7                          | 9274 | 10128 |

В нижеприводимых таблицах сумма всех ответов (столбец «сумма»), как правило, меньше общего населения населённого пункта (столбец «2006»).
| Религия (Тема 2 — 5 : Число людей по религиям, 2006) |             |                |             |            |        |        |
| Католики, чел.                                       | Католики, % | Другая религия | Без религии | не указано | сумма  | 2006   |
| 16 746                                               | 86,3        | 1364           | 824         | 468        | 19 402 | 19 402 |

| Этно-расовый состав (Этничность. Тема 2 — 3 : Постоянное население по этническому или культурному происхождению, 2006) |                            |              |       |        |        |            |        |        |
| Белые ирландцы | Ирландские путешественники | Другие белые | Негры | Азиаты | Другие | Не указано | сумма  | 2006   |
| 15 851 | 143                        | 1447         | 141   | 385    | 307    | 628        | 18 902 | 19 402 |
| Доля от всех отвечавших на вопрос, %                                                                                   |                            |              |       |        |        |            |        |        |
| 83,9 | 0,8                        | 7,7          | 0,7   | 2,0    | 1,6    | 3,3        | 100    | 97,41  |

1 — доля отвечавших на вопрос о языке от всего населения.
| Владение ирландским языком (Тема 3 — 1 : Число людей от 3 лет и старше по способности говорить по-ирландски, 2006) |        |            |        |        |
| Владеете ли Вы ирландским языком?                                                                                  |        |            |        |        |
| Да | Нет    | Не указано | сумма  | 2006   |
| 7079 | 10 931 | 736        | 18 746 | 19 402 |
| Доля от всех отвечавших на вопрос о языке, %                                                                       |        |            |        |        |
| 37,8 | 58,3   | 3,9        | 100    | 96,61  |

1 — доля отвечавших на вопрос о языке от всего населения.
| Использование ирландского языка (Тема 3 — 2 : Говорящие по-ирландски от 3 лет и старше по частоте использования ирландского языка, 2006) |                                                            |                                               |                                               |                                               |                                               |                                               |       |                                     |        |
| Как часто и где Вы говорите по-ирландски?                                                                                                |                                                            |                                               |                                               |                                               |                                               |                                               |       |                                     |        |
| ежедневно, только в образовательных учреждениях                                                                                          | ежедневно, как в образовательных учреждениях, так и вне их | в других местах (вне образовательной системы) | в других местах (вне образовательной системы) | в других местах (вне образовательной системы) | в других местах (вне образовательной системы) | в других местах (вне образовательной системы) | сумма | всего, отвечавших на вопрос о языке | 2006   |
| ежедневно, только в образовательных учреждениях                                                                                          | ежедневно, как в образовательных учреждениях, так и вне их | ежедневно                                     | каждую неделю                                 | реже                                          | никогда                                       | не указано                                    | сумма | всего, отвечавших на вопрос о языке | 2006   |
| 1558 | 43                                                         | 157                                           | 372                                           | 2781                                          | 2045                                          | 123                                           | 7079  | 18 746                              | 19 402 |
| Доля от всех отвечавших на вопрос о языке, %                                                                                             |                                                            |                                               |                                               |                                               |                                               |                                               |       |                                     |        |
| 8,3 | 0,2                                                        | 0,8                                           | 2,0                                           | 14,8                                          | 10,9                                          | 0,7                                           | 37,8  | 100                                 |        |

| Типы частных жилищ (Тема 6 — 1(a) : Число частных домовладений по типу размещения, 2006) |          |         |                 |            |       |        |
| Отдельный дом                                                                            | Квартира | Комната | Переносные дома | не указано | сумма | 2006   |
| 5937                                                                                     | 832      | 64      | 8               | 131        | 6972  | 19 402 |

## Города-побратимы
- Крозон (Франция)